# Lichen Lake
Lichen Lake är en sjö i Antarktis. Den ligger i Östantarktis. Australien gör anspråk på området. Lichen Lake ligger 13 meter över havet.
I övrigt finns följande vid Lichen Lake:
- Lichen Valley (en dal)